# Mesogona grisea
Mesogona grisea är en fjärilsart som beskrevs av Franz Dannehl 1929. Mesogona grisea ingår i släktet Mesogona och familjen nattflyn. Inga underarter finns listade i Catalogue of Life.